# キャラクター (ダーク・トランキュリティのアルバム)
『キャラクター』（Character）は、スウェーデンのメロディックデスメタル・バンド、ダーク・トランキュリティが2005年に発表した7作目のスタジオ・アルバム。

## 背景
ボーカリストのミカエル・スタンネは2004年、本作の音楽性を「あらゆる意味で、俺達のアルバムの中でも特に過激」と説明し、近作ではグロウルとクリーン・ボーカルを併用していたが、本作では「新曲はひたすら俺達の不満と怒りを吐き出しているから、クリーン・ボーカルを使う必然性はなかった」と語っている。日本盤ボーナス・トラックの「デリヴェイションTNB」と「エンドレス・フィード（リミックス）」は、シングル「ロスト・トゥ・アパシー」のカップリング曲である。

## 反響
母国スウェーデンでは、先行シングル「ロスト・トゥ・アパシー」が2004年11月25日付のシングル・チャートで47位を記録。続いて本作が発売されると、2005年1月27日付のアルバム・チャートで初登場3位となり、バンド初のトップ10入りを果たした。フィンランドのアルバム・チャートでは3週トップ40入りし、最高30位を記録した。

## 評価
Eduardo Rivadaviaはオールミュージックにおいて5点満点中4点を付け「『ヘイヴン』の"Not Built to Last"や『ダメージ・ダン』の"Cathode Ray Sunshine"に匹敵する完璧な曲はないが、特に弱い曲もない」「簡単に言えば、最先端のメロディックデスメタルのアルバムである」と評している。また、『CDジャーナル』のミニ・レビューでは「アグレッシヴかつメランコリック。自らの歴史を総括しつつ、次を期待させる漸進性が込められている」と評されている。

## 収録曲
全曲とも作詞はミカエル・スタンネによる。
1. ニュー・ビルド - The New Build – 4:06
  - 作曲：マーティン・ヘンリクソン、マイケル・ニクラソン、アンダース・ジヴァープ
2. スルー・スマッジド・レンジーズ - Through Smudged Lenses – 4:11
  - 作曲：マーティン・ヘンリクソン、ニクラス・スンディン
3. アウト・オブ・ナッシング - Out of Nothing – 3:52
  - 作曲：マーティン・ヘンリクソン、マイケル・ニクラソン、アンダース・ジヴァープ
4. エンドレス・フィード - The Endless Feed – 4:43
  - 作曲：マーティン・ブランドストローム、アンダース・ジヴァープ
5. ロスト・トゥ・アパシー - Lost to Apathy – 4:36
  - 作曲：マーティン・ヘンリクソン
6. マインド・マターズ - Mind Matters – 3:29
  - 作曲：マーティン・ヘンリクソン、ニクラス・スンディン、アンダース・ジヴァープ
7. ワン・ソウト - One Thought – 4:07
  - 作曲：マーティン・ヘンリクソン、アンダース・ジヴァープ
8. ドライ・ラン - Dry Run – 4:06
  - 作曲：ニクラス・スンディン、マイケル・ニクラソン、アンダース・ジヴァープ
9. アム・アイ・ワン? - Am I 1? – 4:29
  - 作曲：マーティン・ヘンリクソン、ニクラス・スンディン、マーティン・ブランドストローム、アンダース・ジヴァープ
10. センシーズ・タイド - Senses Tied –4:02 
  - 作曲：マーティン・ヘンリクソン
11. マイ・ニゲイション - My Negation – 6:39
  - 作曲：マーティン・ヘンリクソン、マイケル・ニクラソン、アンダース・ジヴァープ

### 日本盤ボーナス・トラック
1. デリヴェイションTNB - Derivation TNB – 3:26
2. エンドレス・フィード（リミックス） - The Endless Feed (Chaos Seed Remix) – 3:56

### デジパック盤エンハンストCDボーナス・コンテンツ
1. Lost to Apathy (Video Clip)
2. Damage Done (Live in Korea 2004)
3. The Wonders at Your Feet (Live in Korea 2004)
4. Final Resistance (Live in Korea 2004)
5. The Treason Wall (Live in Korea 2004)

## 参加ミュージシャン
- ミカエル・スタンネ - ボーカル
- マーティン・ヘンリクソン - ギター
- ニクラス・スンディン - ギター
- マーティン・ブランドストローム - キーボード
- マイケル・ニクラソン - ベース
- アンダース・ジヴァープ - ドラムス